# مسار بحيرة سيدار
يقع مسار بحيرة سيدار على بعد 4.3-ميل (6.9 كـم)، يعد المسار للاستخدام المشترك في ولاية مينيسوتا الأمريكية، من وسط مدينة مينيابوليس إلى ضاحية سانت لويس بارك المجاورة. يبدأ المسار من مساره الشرقي في وسط مدينة مينيابوليس (44°59′11″N 93°16′01″W / 44.98645°N 93.26694°W).

## الطريق
يبدأ المسار عند MN 10ّ0 في سانت لويس بارك، وسيكون موازيًا لخط سكة حديد BNSF ويستمر إلى الشرق، ويمر تحت جسر للمشاة يخدم طريق بحيرة سيدار. يمر تحت سيدار ليك باركواي، ويمر بالشاطئ الشمالي لبحيرة سيدار. يتقاطع مع طريق كينيلورث والسكك الحديدية الخفيفة الجنوبيّة الغربيّة LRT على الشاطئ الشمالي الشرقي. يمر تحت خط I-394، وسيوازيه للميل التّالي. يمر عبر ساحة السكك الحديدية القديمة ويمر تحت جسر واين فايت التذكاري؛Van White Memorial Boulevard. يخرج من الفناء ويمر تحت ثمانية جسور تخدم الطّريق السّريع 94 والمنحدرات والطّرق الأماميّة. يمر تحت جلينوود ورويالستون أفينيوز. عند هذه النّقطة، يغادر خط LRT الجنوبي الغربي الممر، ويحتوي المسار على نتوء يؤ
دي إلى جلينوود. يمر تحت شارع رقم 10 وشارع رقم 7. يدخل على الفور إلى تارغت فيلد ويمر أسفل محطة السّكك الحديدية الخفيفة أعلاه. كما أنه يمر بمحطة خط ثورث ستار للملعب. يمر تحت العديد من شوارع وسط المدينة، بما في ذلك الجسور الغربية I-94 وشارع واشنطن. وينتهي أخيرًا عند ويست ريفر باركواي؛ West River Parkway، بعد مغادرة خط سكة الحديد BNSF.
كان مسار بحيرة سيدار أول مسار للدّراجات الهوائيّة يتم تمويله اتحاديًّا في البلاد. يُعرف باسم "الطريق السريع للدراجات" الأول لأنه يحتوي على ثلاثة ممرّات لمعظم طوله داخل مينيابوليس: ممرات منفصلة ذات اتجاه واحد لحركة مرور الدراجات (مثل الطريق السريع المقسم ) ومسار مواز ثالث لحركة المشاة في الاتجاهين. يعتبر أيضًا مسارًا للسكك الحديدية حيث يتبع المسار خط سكة حديد BNSF (قسم وايزاتا الفرعي للسكك الحديدية) غربًا خارج وسط مدينة مينيابوليس. يستمر مسار بحيرة سيدار الشمالي في اتباع هذا الخط حتى غرب شارع لويزيانا في سانت لويس بارك، حيث يبدأ في التحول إلى الجنوب الغربي.
يتصل مسار بحيرة سيدار الإقليمي بمسارات مينيابوليس الأخرى:
- يتصل جسر فوق مسارات خط سكة الحديد BNSF بمتنزه يسمى برين ماور Bryn Mawr وقسم من مسار لوس لاين Luce Line الإقليمي على طول باسيت كريك
- يؤدي تحفيز قصير إلى ملعب باريد Parade ويوفر اتصالاً بـكين وود باركواي Kenwood Parkway.
- المسار الأطول، يتبع طريق كينيلورث، فرع شيكاغو ونورث ويسترن للسكك الحديدية القديم على طول الجانب الشرقي من بحيرة سيدار، والذي يوفر اتصالاً بطريق ميدتاون غرينواي، ومسار جنوب غرب إل آر تي، ونظام مسار غراند راوندز حول بي دي ماكا سكا.
- يتبع حافز آخر الشاطئ الغربي لبحيرة سيدار، وهو أيضًا منتزه لنظام مسار غراند راوندس Grand Rounds.

يتصل مسار بحيرة سيدار الشمالي أيضًا بالعديد من المسارات القصيرة داخل شارع لويس بارك، وأهمها مسار على طول شارع 33 في أكويلا بارك Aquila Park. في نهايته الغربية، يلتقي مسار بحيرة سيدار الشمالي مع مسار الجنوبي الغربي LRT عند تقاطع طريق الولايات المتحدة السريع 169 وشارع Excelsior، بالقرب من مستودع هوبكنز في هوبكنز. يشكل مسار بحيرة سيدار الإقليمي، ومسار بحيرة سيدار الشمالي، ومسار بحيرة سيدار، وMidtown Greenway (على بعد مبنى واحد تقريبًا) ومسار Kenilworth معًا حلقة بطول 12.5 ميلًا.

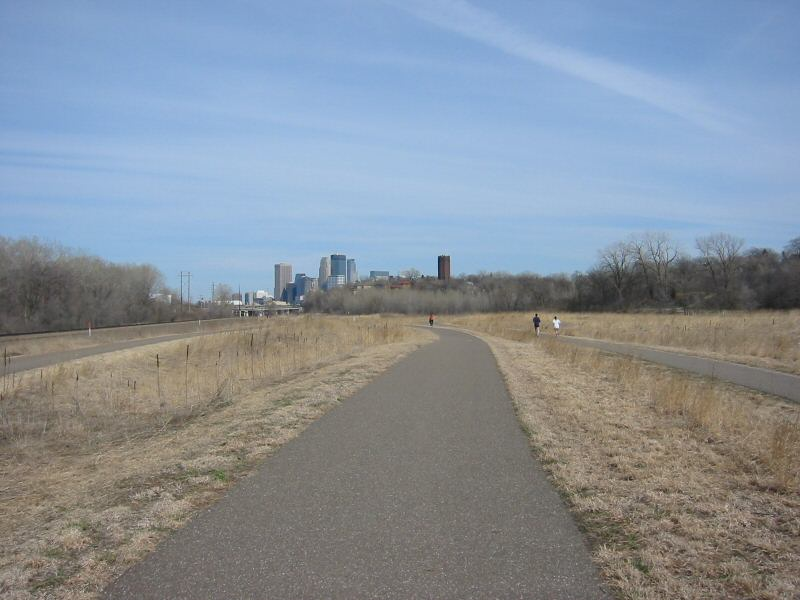
نظرة على مسار بحيرة سيدار المتجه إلى وسط مدينة مينيابوليس، منذ أوائل ربيع عام 2006.

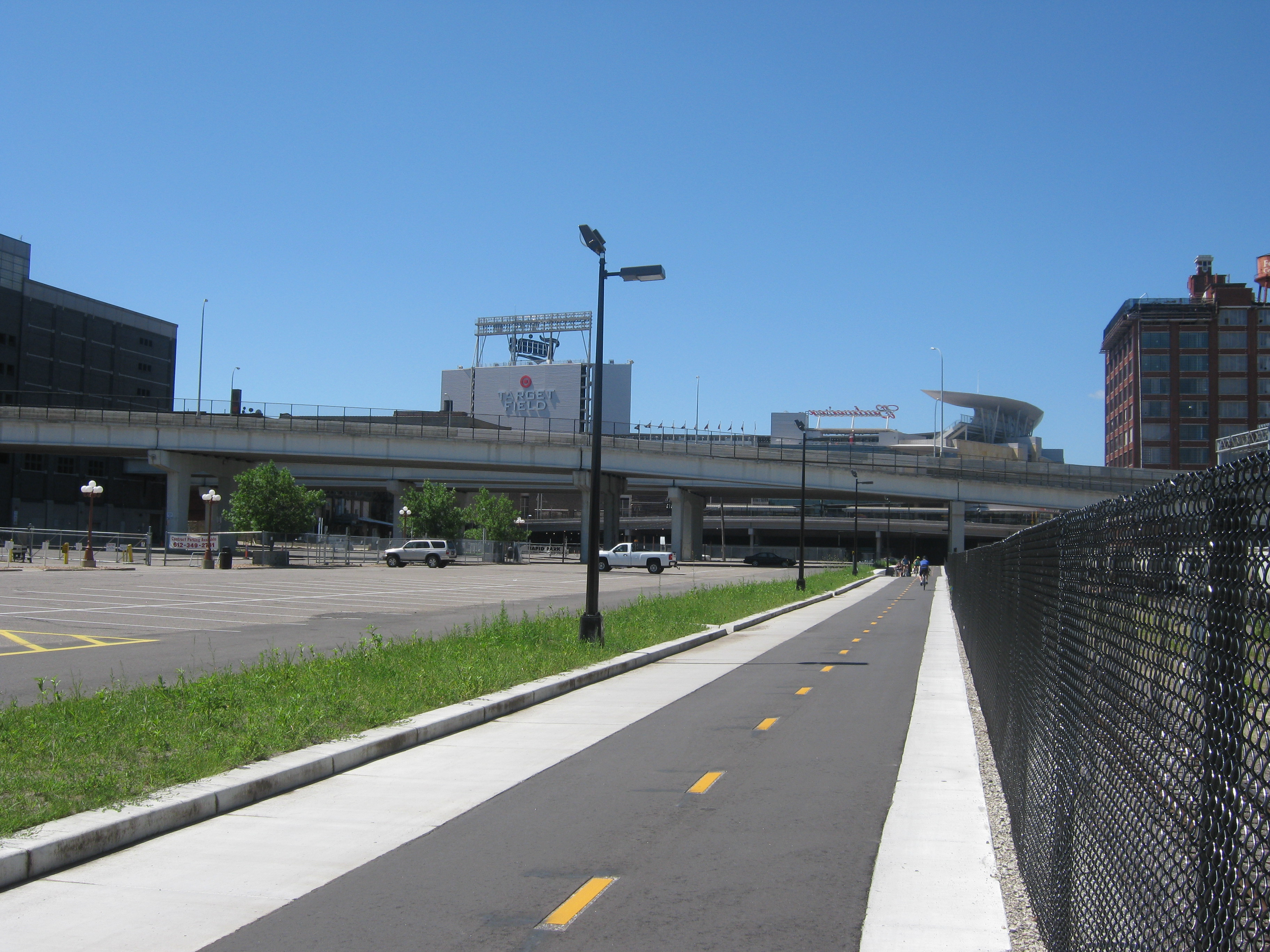
امتداد لمسار Cedar Lake Trail الذي يتصل بـ Target Field ونهر المسيسيبي

## تاريخ

### تحويل السكك الحديدية
يقع المسار في المناطق التي كانت في السّابق ساحات للسّكك الحديديّة لسكّة حديد غريت نورثرن وسكة حديد مينيابوليس وسانت لويس. عندما قامت شركة بيرلينجتون نورثرن للسّكك الحديديّة (التي خلفت شركة غريت نورثرن) بتوحيد مرافقها في أماكن أخرى، وقامت شركة شيكاغو ونورث ويسترن (التي خلفت مينيابوليس وسانت لويس) بتفكيك مرافق السّكك الحديديّة، أصبحت الأرض متاحة للاستخدام كمتنزهات. في ذلك الوقت، بدءًا من عام 1989، حشدت جمعية جمعية بحيرة سيدار آلاف المواطنين وقادت (جمع أكثر من 500000 دولار) حملة شراء الأرض من السّكك الحديديّة وإنشاء منتزه بحيرة سيدار. ثم عام 1995، قادت الجمعية، جنبًا إلى جنب مع مجلس التّرفيه والمنتزه في مينيابوليس وشركة مينيابوليس للأشغال العامّة، الجهود لإنشاء مسار بحيرة سيدار الإقليمي. جاء تمويل إضافي قدره 500000 دولار للمسار من أعضاء الجمعية، وجاء الباقي من الوكالات الفيدراليّة ووكالات الولايات، بإجمالي 1.6 مليون دولار. قام هذا المبلغ بتمويل أول جزأين من المسار، من الطّريق السريع 100 في الغرب، إلى شارع رويالستون بالقرب من وسط مدينة مينيابوليس، والتي تم بناؤها في عام 1995.

### امتدادات المسار عام 2010
المرحلة الثالثّة من المسار الإقليمي لبحيرة سيدار، والذي يمتدّ الطّرف الشّرقي من المسار حوالي 1 ميل (1.6 كـم) أسفل تارغيت فيلد وبعد محطة قطار تارغيت فيلد للوصول إلى النهر الشري باركواي على طول نهر المسيسيبي، بدأ البناء في صيف عام 2010. وكان من المتوقع أن يتم الانتهاء منه في نوفمبر 2010. لسوء الحظ، أدى الطقس البارد في أكتوبر ونوفمبر إلى تأخير استكمال المسار المؤدي إلى النهر. تم افتتاح هذا الجزء الأخير من المسار رسميًا بحفل قص الشريط في 14 يونيو 2011.
سوف يتوازى خط السكة الحديد الخفيف طريق جنوبي غربي المخطط له مع مسار بحيرة سيدار من بالقرب من شارع رويالستون أفنيو جنوب غربًا إلى ما بعد الطريق السريع 394، على مسافة حوالي 1.5 ميل (2.4 كـم). عند هذه النّقطة، سيتباعد خط السّكة الحديد الخفيف إلى الجنوب الغربي الموازي لمسار كينيلورث. ومن المتوقع حاليا أن يتم افتتاح الخط في عام 2016. لاحظت جمعية منتزه بحيرة سيدار Cedar Lake Park Association (CLPA)، -وهي مجموعة من المواطنين على مستوى القاعدة التي قادت حملة شراء الأرض وبنت المسار في التسعينيات، في تحديثها في خريف 2010- أن معبرًا على مستوى مسار بحيرة سيدار الإقليمي وممر بحيرة سيدار قد يطرح LRT الجنوبي الغربي العديد من المشكلات، بما في ذلك القيود الصّارمة على تدفق حركة المرور للدّراجات والمشاة، فضلاً عن المخاوف المتعلقة بالسّلامة. تدعو CLPA إلى معبر مفصول بالدرجات.
أما الجزء الثّالث والأخير من المسار، والذي يتتبع الخط الرّئيسي لبرلنغتون نورثرن سانتا في (BNSF) عبر قلب البنية التّحتية الحضرية الكثيفة، فقد كلّف 9.2 مليون دولار، وفقًا لمدير مشروع الأشغال العامّة في مينيابوليس جاك يوزنا. استغرق الجزء الأخير أكثر من إحدى عشر عامًا للتّخطيط والبناء مع تغيّر المحاذاة وسّعت كيانات مثل هيئة مينيسوتا بولبارك إلى تحديد موقع ملعب توينز الجديد في منطقة المستودعات. في النّهاية تم بناء تارغيت فيلد ناتئًا فوق مساحة المسار وقام BNSF بنقل مساراته لاستيعاب كل من المسار وهيئة ملعب الكرة. خلال كل هذا الوقت، في الواقع، منذ التّصور الأول للمسار من الطريق السّريع 100 إلى نهر المسيسيبي عن طريق ثيودور ويرث الثالث في دراسته لجدوى متنزه سيدار ليك آند تريل (1989)، جمعية منتزه بحيرة سيدار، مواطنون وناشطون متطوعون المنظمة، قادت الطّريق. وكما أشار العمدة آر تي ريباك في حفل قص الشريط، "مجموعات المواطنين مثل جمعية سيدار ليك بارك تضع أقدام [المسؤولين العموميين] على النّار للتّأكد من إنجاز مثل هذه المشاريع".

## أنظر أيضا
- التنقل بالدراجة
- شاطئ بحيرة سيدار الشرقي
- قائمة مسارات الاستخدام المشترك في مينيابوليس

## روابط خارجية
- خريطة سيدار ليك تريل (PDF)
- جمعية سيدار ليك بارك
- خريطة مقاطعة هينيبين للدراجات